# Maoistický oblek

Čínská tunika (Čung-šanovo oblek / Maoistický oblek)

Moderní čínská tunika, je styl mužského oděvu původem z Číny, původně známý jako Čung-šanův oblek (Zjednodušená čínština: 中山装, tradiční čínština: 中山裝, pchin-jin: Zhōngshān zhuāng) po vůdci Sunjatsenovi (Sun Čung-šan). Dnes se mu říká Maoův oblek, nebo Maoistický oblek kvůli jeho popularizátorovi Mao Ce-tungovi.

## Původ
Když byla v roce 1912 založena Čínská republika na Tchaj-wanu, styl oblékání byl založen na mandžuských šatech (Cheongsam a Changshan), které byly zavedeny dynastií Čching. Ještě před založením republiky se starší formy čínského oděvu staly mezi elitou nepopulární a vedly k vývoji čínského oděvu, který kombinoval changshan a evropský oblek.

## Design
Oblek se vyrábí v šedé, olivově zelené, tmavě modré a černé barvě. Obsahuje volné kalhoty a bundu s pěti knoflíky ve stylu tuniky s překlápěcím límcem a čtyřmi kapsami. Podle některých zdrojů znamenají čtyři kapsy čtyři ctnosti (slušnost, spravedlnost, poctivost a stud), pět knoflíků odkazuje na pět složek vlády v ústavě Čínské republiky (výkonná, legislativní, soudní, kontrolní a zkušební) a tři knoflíky na manžetách představují tři principy lidu Sunjatsena (nacionalismus, lidská práva a živobytí lidí).

## Známí nositelé

### 20. století

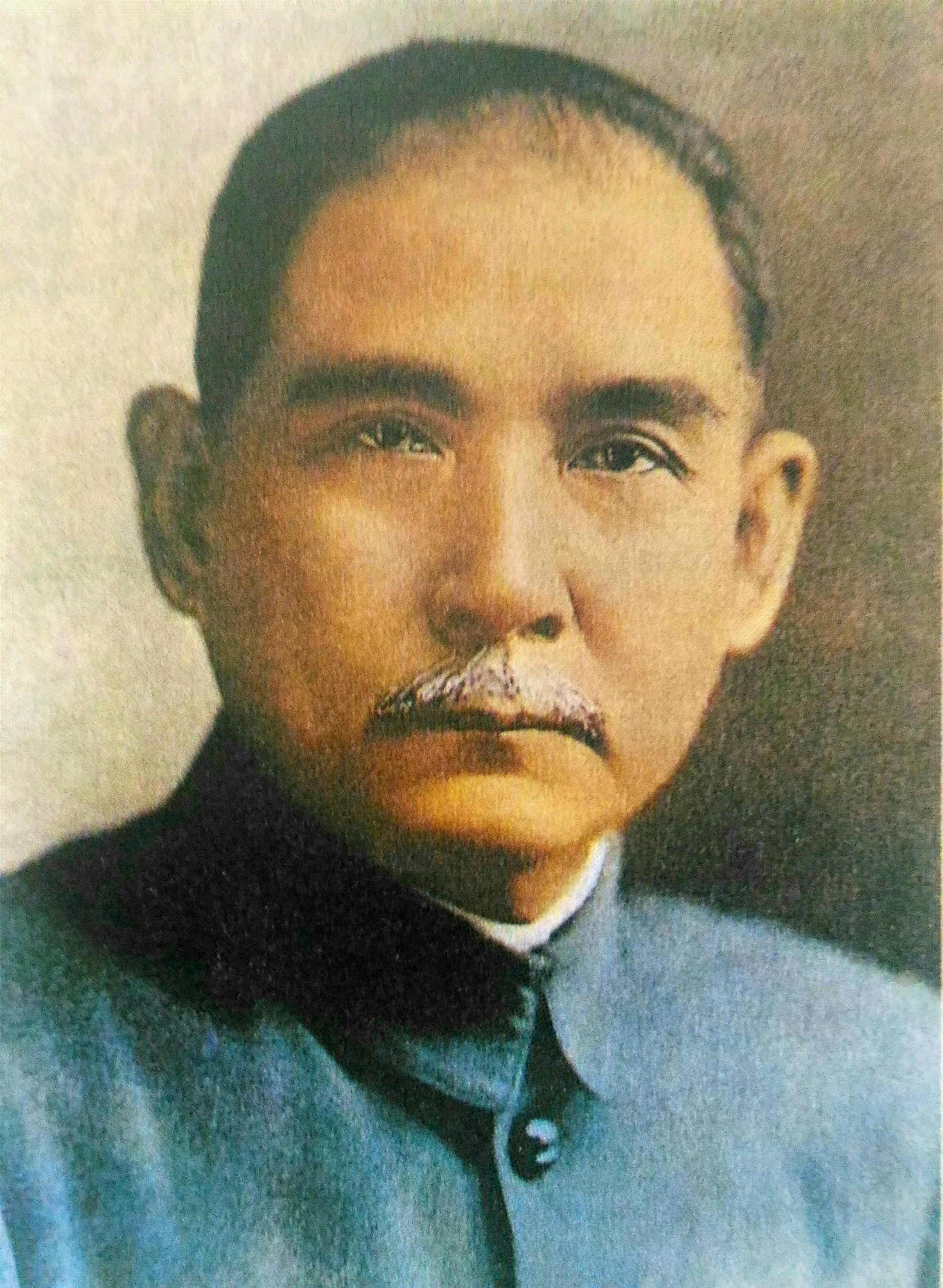
Sunjatsen
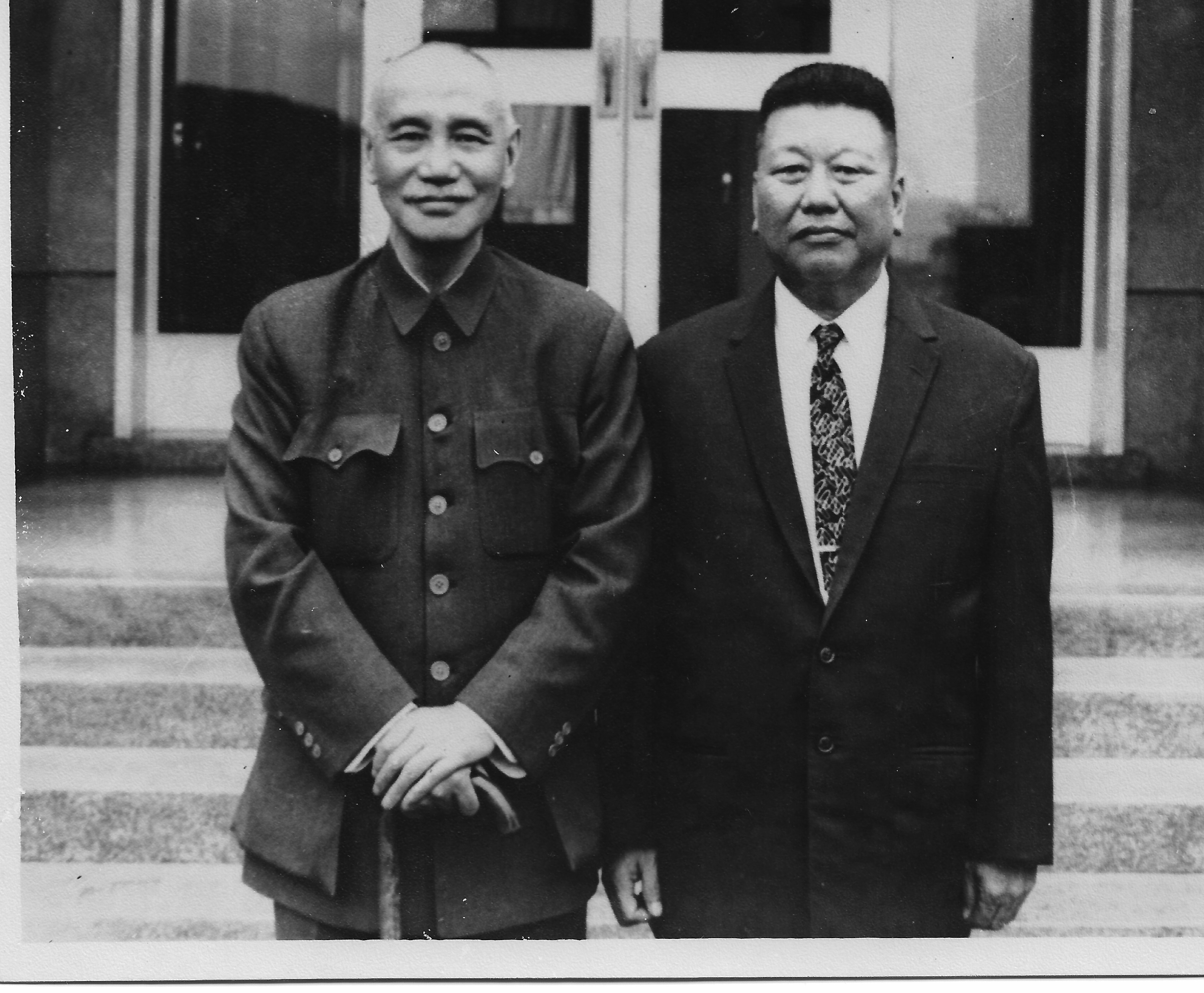
prezident Čínské republiky Čankajšek
Maův oblek nosil i první severokorejský diktátor Kim Ir-sen
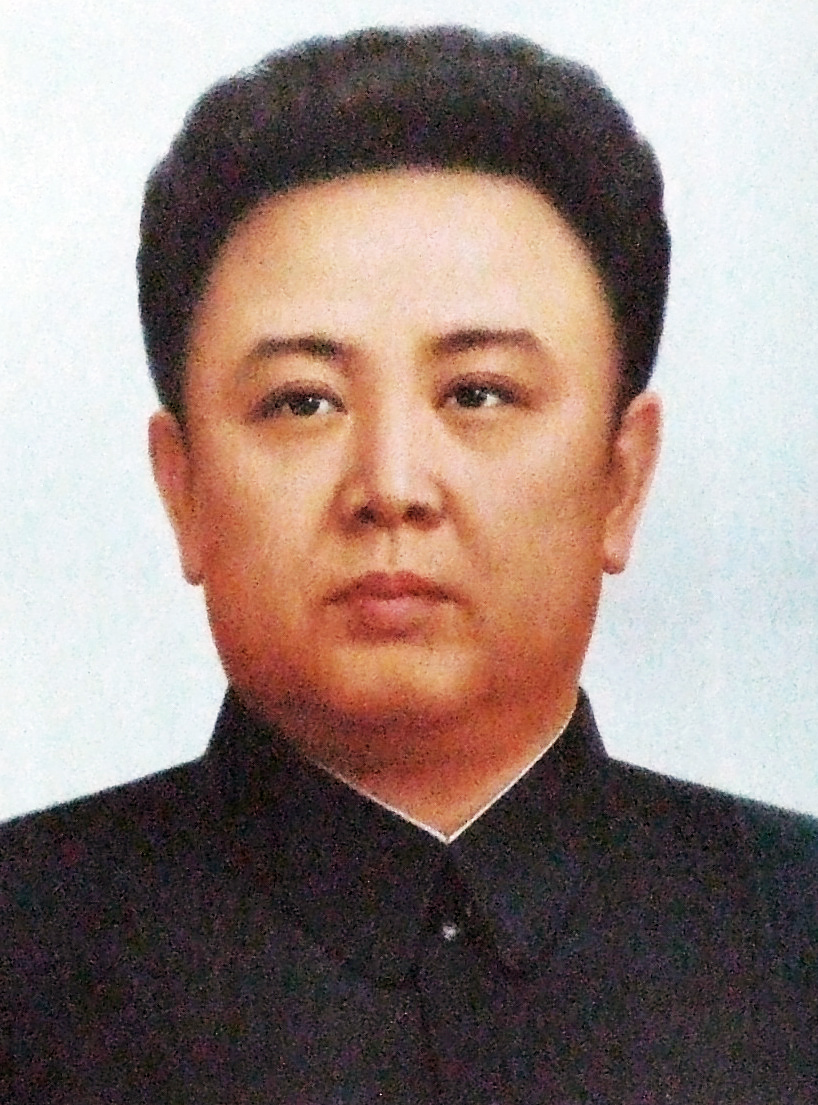
Za mlada ho nosil i Kim Ir-senův syn Kim Čong-il, potom ho vystřídal za kombinézu

### 21. století

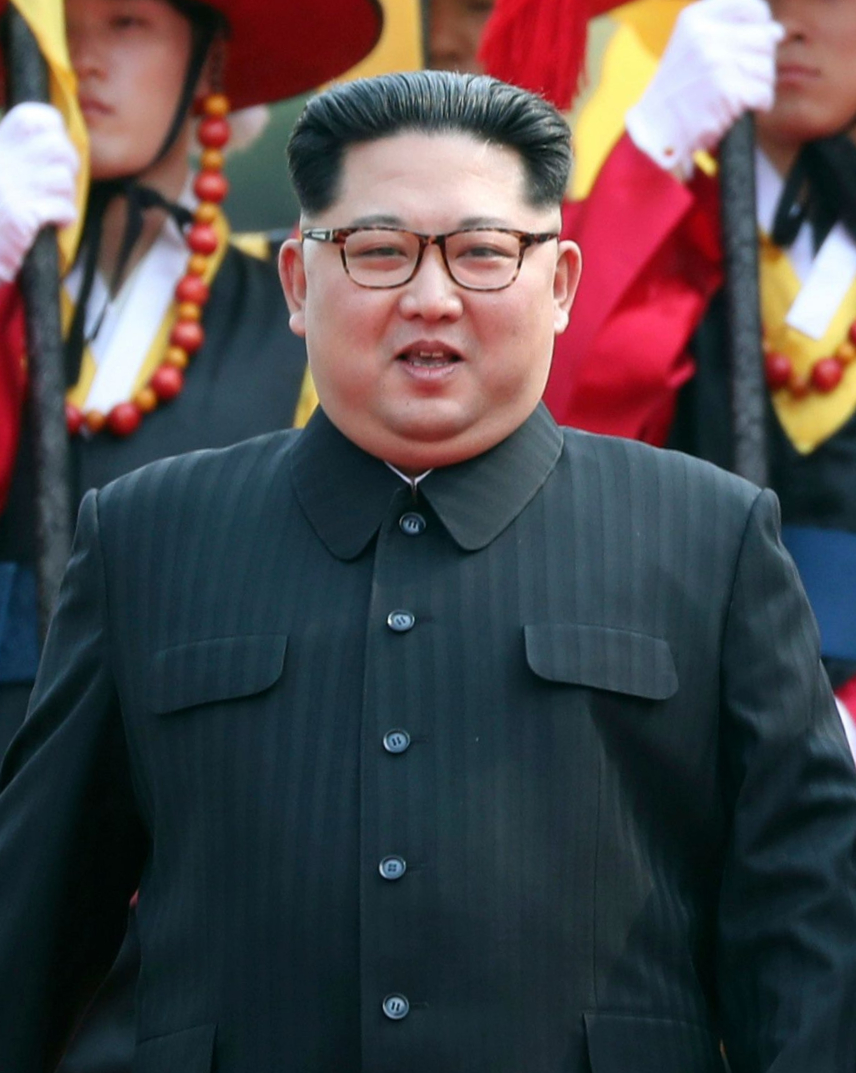
současným nejznámějším nositelem Maova obleku je severokorejský diktátor Kim Čong-un
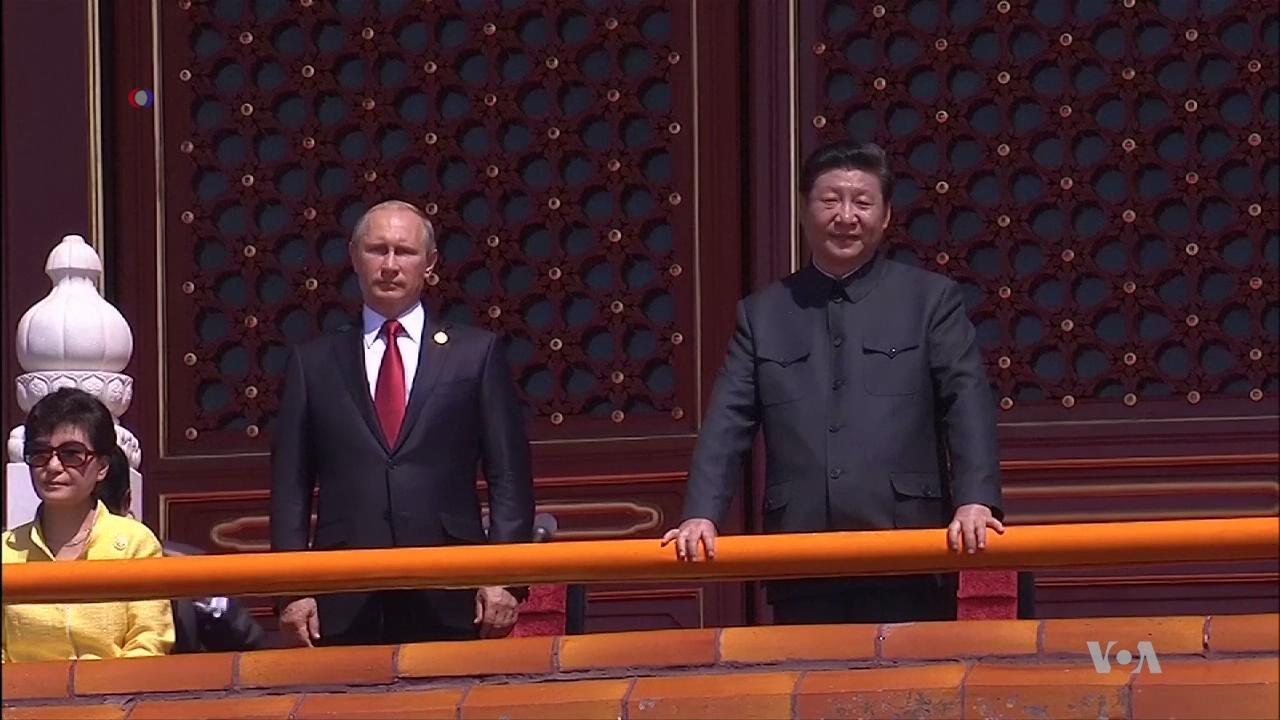
při zvláštních příležitostech ho nosí čínský prezident Si Ťin-pching